# Erioptera (Erioptera) distinguenda
Erioptera (Erioptera) distinguenda is een tweevleugelige uit de familie steltmuggen (Limoniidae). De soort komt voor in het Palearctisch gebied.